# Renée Moreau

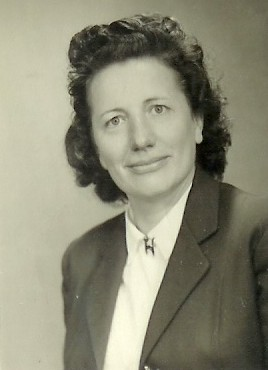
Renée Moreau, 1946

Renée Moreau (* 23. September 1919 in Buxeuil, Vienne; † 24. September 2021 in Senillé) war eine französische Résistance-Kämpferin.

## Leben

### Jugend und berufliche Anfänge
Renée Moreau war die dritte von vier Töchtern einer Familie aus bescheidenen Verhältnissen, weshalb sie trotz Schulabschluss (certificat d'études) zunächst Hausangestellte, später Verkäuferin in Paris wurde. Sie kehrte in ihre Heimatregion zurück und arbeitete in der Waffenfabrik Manufacture d’armes de Châtellerault.

### Aktivität in der Résistance
Während der deutschen Besatzung im Zweiten Weltkrieg trat Renée Moreau auf Einladung ihrer Kollegin und Freundin Léone Jamain der Résistance bei. Sie gehörte der Organisation spéciale (O.S.) an, aus der später die Francs-tireurs et partisans (FTP) entstanden. Die Résistance-Gruppe organisierte sich bei Geheimtreffen in der Manufacture («la Manu»), wo Flugblätter mit Aufrufen zur Teilnahme und Unterstützung der Résistance erarbeitet und an die Bevölkerung verteilt wurden.
Moreaus Gruppe beherbergte auch Résistance-Kämpfer anderer Gruppen und versorgte sie mit gefälschten Ausweisen, mit Nahrungsmitteln und Lebensmittelmarken, die im Rathaus entwendet wurden. Renée Moreau beteiligte sich auch an Sabotageakten in der Region sowie an der Redaktion einer geheimen Zeitschrift, die an das Personal der Manufacture verteilt wurde, den Manuchard libre.
Mit anderen organisierte sie am 26. November 1942 eine große Demonstration des Personals der Manufacture, bei der sich 1800 bis 2000 Demonstranten im Hof versammelten und trotz deutscher Maschinengewehrposten die  Marseillaise  anstimmten, um gegen die Verschickung von Arbeitern im Rahmen des Service du travail obligatoire nach Deutschland zu protestieren. Sie errangen mit ihrem Protest einen Teilerfolg.

### Verhaftung und Deportation
Nachdem sie denunziert worden war, wurde Moreau am 17. Februar 1943 zusammen mit 14 weiteren Personen verhaftet und im Gefängnis Pierre Levée in Poitiers eingesperrt. Sie wurde dort wie ihre Kameradinnen im Verlauf mehrerer Verhöre geschlagen. Am 27. März 1943 wurden sie ins Fort de Romainville bei Paris verlegt, dann nach Compiègne und im folgenden Monat ins KZ Ravensbrück nach Deutschland deportiert. Dort erlebte sie die Lagerrealität mit ausgemergelten Häftlingen und Karren voller Leichen.
Renée Moreau wurde geschoren, erhielt die Häftlingsnummer 22465 und wurde dem Kommando von Neubrandenburg zugeteilt, wo sie unter Schlägen und Entbehrungen Zwangsarbeit leisten musste. Als sich im April 1945 die Rote Armee näherte, räumte die SS das Lager. Nach drei Tagen Todesmarsch ohne Essen und Trinken konnte Moreau mit einigen anderen fliehen. Ihre Gruppe traf auf französische Kriegsgefangene, die sie versteckten und ernährten, bis sie zu alliierten Truppen gelangten.

### Nach dem Zweiten Weltkrieg
Als Renée Moreau am 23. Juni 1945 nach Châtellerault zurückkehrte, wog sie nur noch 38 kg. Nachdem sie wieder gesund geworden war, nahm sie ihre Arbeit in der  Waffenfabrik wieder auf. Moreau gehörte der Fédération nationale des déportés et internés résistants et patriotes an und übernahm für ihr Departement die Funktion einer Geschäftsführerin (Secrétaire départementale).
Renée Moreau starb im Alter von 102 Jahren am 24. September 2021 in Senillé (Vienne).

## Auszeichnungen
- Officier der Ehrenlegion[6].
- Médaille militaire[6].
- Croix de guerre 1939–1945[6].